# أحكام لفظ الجلالة

رسم لفظ الجلالة

أحكام لفظ الجلالة «في علم التجويد» هي الأحكام المتعلقة بنطق حرف اللام في لفظ الجلالة «الله». ويختلف الحكم من حيث التفخيم والترقيق بحسب ورودها في السياق، فتفخّم اللام إن جاءت «الله» بعد فتح أو ضم، وترقق إن وقعت بعد كسر، كما أن لها تفاصيل أخرى في علم القراءات.

## أحكام اللام من لفظ الجلالة
حرف اللام إما أن يكون في لفظ الجلالة أي: كلمة «الله»، وإما أن يكون في غيره، فإن كان في لفظ الجلالة؛ فتارة ينطق بصفة التفخيم، وتارة ينطق بصفة الترقيق، بحسب موقعة من السياق اللفظي، وإن كان اللام في غير لفظ الجلالة؛ فالأصل فيه أن ينطق مرققا؛ لأنه حرف مستفل، وحروف الاستفال تنطق بصفة الترقيق، إلا أن بعض علماء القراءات لهم فيه تفصيل، فيفخم اللام عند البعض في حالات مثل: اللام في كلمة: «الصلاة» تنطق مفخمة.

وتوصف اللام حال التفخيم بأنها مفخمة، أي: أنها تنطق بصفة التفخيم، ويقال لها: «اللام المفخمة» وبالمقابل فإنها تسمى مرققة حال الترقيق. وتسمى عند علماء القراءة في حال التفخيم مفخمة وتسمى هذه الصفة تفخيما. لكن بعض العلماء ذكر تفصيلا في التسمية وهو: أن اللام حال التفخيم تسمى: «اللام المغلظة»؛ تمييزا لها عن حروف الإستعلاء المجموعة في لفظ: «خص ضغط قظ» الموصوفة بالتفخيم في ذاتها، أما التفخيم في اللام فهو صفة عارضة فيسمى تغليظا لا تفخيما، وهذا من حيث التسمية، أما من حيث الحكم؛ فلا فرق بين تسمية ذلك تفخيما أو تغليظا، ومن ثم فقد سماه ابن الجزري في منظومة: «المقدمة الجزرية» فقال: 

## تفخيم اللام
تكون اللام مغلظة إذا سبقت بفتح كقوله شهد الله أو إذا سبقت بضم كقوله تعالى " قالوا اللهم"

## ترقيق اللام
أن تــكون بـعد كـسـر ولو منـفصلا عــنــها أو عارضـا مثل: بـِالـلـّه— بـسـم ِالـلـّه— قـل ِاللــّه